# Red Holstein Frisian

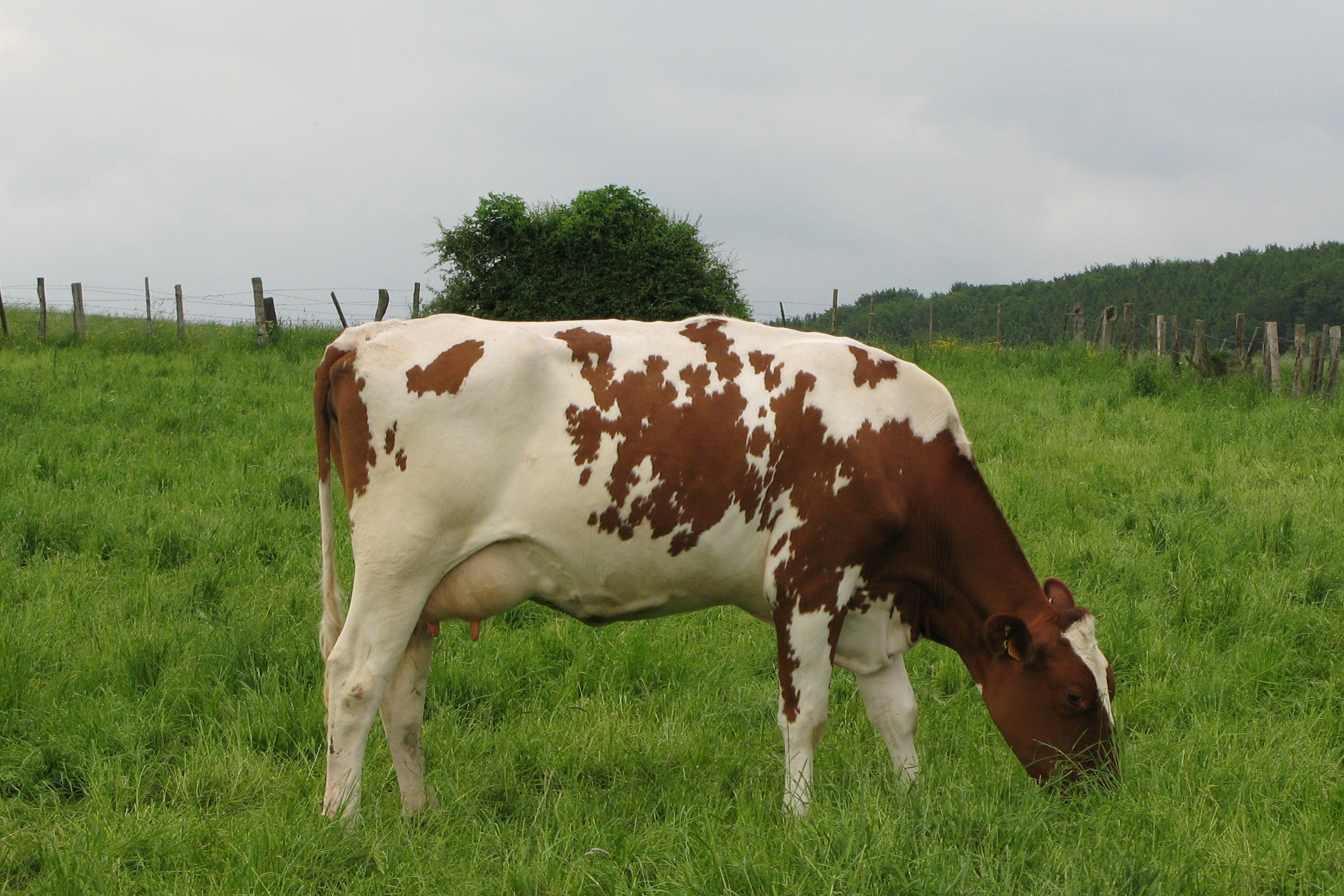
Een grazende Red-Holstein koe

Red Holstein Frisian is een koeienras.
Het ras Holstein-Friesian bestaat uit twee kleuren; zwartbont en roodbont. De zwartbonte koeien worden "Holstein-Friesian" genoemd en de roodbonten "Red Holstein Frisian" of "Red Holstein". De roodbonte variant produceert gemiddeld ongeveer 700 kg melk minder, met hogere gehaltes aan eiwit en vet, dan een zwartbonte Holstein-Friesian. Voor de rest is het hetzelfde ras alleen een andere kleur.

## Roodfactor
De zwarte kleur is dominant over de rode kleur. Een zwarte koe gekruist met een rode stier geeft een zwartbont kalfje met de roodbontfactor (RF).
In de tabel staat de kans welke kleur het kalf kan krijgen (roodfactor = zwartbont met roodfactor).
| Kruisingen | Kruisingen                    | Kruisingen                                 | Kruisingen                   |
| ---------- | ----------------------------- | ------------------------------------------ | ---------------------------- |
|            | Zwartbont                     | Roodfactor                                 | Roodbont                     |
| Zwartbont  | 100% Zwartbont                | 50% Zwartbont, 50% Roodfactor              | 100% zwartbont               |
| Roodfactor | 50% Zwartbont, 50% Roodfactor | 25% Zwartbont, 50% Roodfactor, 25 Roodbont | 50% Roodfactor, 50% Roodbont |
| Roodbont   | 100% Roodfactor               | 50% Roodfactor, 50% Roodbont               | 100% Roodbont                |

Zonder genetisch onderzoek is niet vast te stellen of een zwartbontkalf de roodfactor heeft, tenzij een van de ouderdieren een Red Holstein Frisian is. De kans is dus groter dat het kalfje een zwarte kleur krijgt. Het merendeel van alle Holstein-Friesian dieren heeft ook de zwarte kleur.